# Personent hodie

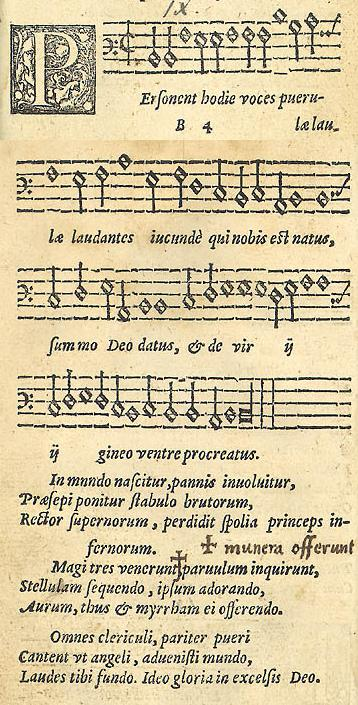
"Personent hodie" en la edición de 1582 de Piae Cantiones, imagen combinada de dos páginas del texto fuente.

"Personent hodie" es un villancico publicado originalmente en el cancionero finlandés de 1582 Piae Cantiones. Se trata de un volumen de 74 canciones medievales con textos latinos recopilados por Jacobus Finno (Jaakko Suomalainen), un clérigo luterano sueco, y publicado por T.P. Rutha. El cancionero tuvo su origen en las bibliotecas de las escuelas de canto de la catedral, cuyo repertorio tenía fuertes vínculos con la Praga medieval, donde los estudiantes clericales de Finlandia y Suecia habían estudiado durante generaciones. Una melodía encontrada en un manuscrito de 1360 de la cercana ciudad bávara de Moosburg en Alemania es muy similar, y es a partir de este manuscrito que se suele fechar la canción.

## Orígenes textuales
El texto en latín es probablemente una parodia musical de una canción de principios del siglo XII que comienza con "entonante hodie voces ecclesie", escrita en honor a San Nicolás, el santo patrón de Rusia, marineros y niños quien tradicionalmente trae regalos en su día de fiesta el 6 de diciembre. Hugh Keyte y Andrew Parrott notan que dos de los versos tienen una repetición doble inusual (" Submersum , - sum , - sum puerum "; " Reddens vir -, vir -, vir-ginibus"). En "intonente hodie" estos se utilizaron para representar a los tres niños y tres niñas salvados por San Nicolás de ahogarse y prostituirse, respectivamente. El texto probablemente fue reescrito para la Festividad de los Santos Inocentes (28 de diciembre) cuando los coristas y su "niño obispo" tradicionalmente desplazaba al clero mayor de la sillería del coro. El villancico todavía se asocia a menudo con el Día de los Santos Inocentes.
En Finlandia se siguieron interpretando canciones de Piae Cantiones hasta el siglo XIX. El libro se hizo muy conocido en Gran Bretaña después de que una rara copia de Piae Cantiones propiedad de Peter de Nyland fuera entregada como regalo al ministro británico en Estocolmo. Posteriormente se lo dio a John Mason Neale en 1852, y fue a partir de esta copia que Neale, en colaboración con Thomas Helmore, publicó canciones en dos colecciones en 1853 y 1854 respectivamente.

## Traducciones
La traducción al inglés más común del texto es de "James M. Joseph", un seudónimo de la compositora Jane M. Joseph (1894-1929). Ella traduce el título como "En este día sonará la tierra", aunque hay varias otras traducciones al inglés. Otras versiones incluyen "Boys' Carol" de Elizabeth Poston de 1965, que traduce la primera línea del texto como "Deja que los chicos hagan ruido / Canta hoy nada más que alegrías" y "Let the Song" de John Mason Neale . be Begun ", que utiliza la melodía pero no el texto del villancico. El texto de la traducción carente de verso de Aidan Oliver "Que resuenen las voces de los niños hoy en alabanza gozosa de El que ha nacido para nosotros".

## Arreglos
El villancico se hizo más prominente en Inglaterra después de que Gustav Holst (1874-1934) arreglara para voces al unísono y orquesta en 1916, donde en su reducción para órgano se usa a menudo como himno procesional en los servicios de la iglesia y la catedral. La versión de Holst a menudo forma parte del Festival de Nueve Lecciones y Villancicos, y apareció por última vez en el servicio transmitido por BBC desde la Capilla del King's College, Cambridge en 2011 después de la sexta lección. Este arreglo a veces se conoce como "Teodorico" en referencia al segundo nombre del compositor (Theodore) y, en este contexto, es la melodía utilizada para el himno de Percy Dearmer Dios es amor, suyo el cuidado.
Además de la versión de Holst, hay un arreglo coral armonizado de Hugh Keyte y Andrew Parrott en el New Oxford Book of Carols, un arreglo de Antony Pitts en el Naxos Book of Carols y dos arreglos de John Rutter; uno para coro y orquesta completa que emula la instrumentación medieval percusiva, y otro en su antología Dancing Day para voces femeninas o masculinas con acompañamiento de arpa o piano. La actuación de Retrover Ensemble para Naxos Records empareja la pieza con Gaudete, otro villancico de Piae Cantiones.
Varias versiones grabadas están arregladas en un estilo más orientado al folk : por ejemplo, una actuación de Maddy Prior y The Carnival Band en su álbum de 1987 A Tapestry of Carols, que utiliza instrumentos de época. El cuarteto femenino a cappella Anonymous 4 también ha grabado la canción con su texto original "Intonent hodie" en su CD Legends of St. Nicolas.
El conjunto interdisciplinario de música inglesa contemporánea North Sea Radio Orchestra ha grabado una versión instrumental de pequeño conjunto de la pieza arreglada para dos violines, violonchelo, clarinete, fagot, oboe, piano, vibráfono, órgano de cámara y guitarra. Esto aparece en su álbum Birds de 2008.
El músico de jazz Wayne Shorter grabó su arreglo de melodía bajo el nombre 12th Century Carol en su álbum de 2003 Alegría.
Robert Cummings, escribiendo en la guía Allmusic, afirma que la "melodía es gloriosa y exuberante en su forma vivaz y triunfante. Consiste en gran parte en frases brillantes y resueltas de tres notas cuya estructura general se eleva gradualmente y luego desciende".
El bajista y compositor Chris Squire grabó su arreglo en el álbum de 2007 Chris Squire's Swiss Choir acompañado por el guitarrista Steve Hackett y el English Baroque Choir.